# Tiekstilszcziki
Tiekstilszcziki (ros. Текстильщики) – stacja moskiewskiego metra linii Tagańsko-Krasnopriesnieńskiej (kod 113). Stację nazwano od pobliskiej dzielnicy Tiekstilszcziki (Południowo-wschodni okręg administracyjny Moskwy) i dworca kolejowego. Fragment trasy od stacji Wołgogradskij prospiekt biegnie na powierzchni i kończy się zaraz przed stacją, przez co w tunelu widać światło dzienne. Do 2007 roku był to także najdłuższy odcinek między stacjami o długości prawie 3,5 km. Wyjścia prowadzą na ulice Lublinskaja, Wołgogradskij prospiekt, Szossejnaja i peron stacji Tiekstilszcziki.

## Wystrój
Stacja jest trzykomorowa, jednopoziomowa, posiada jeden peron. Stacja posiada dwa rzędy 40 kolumn pokrytych szarym marmurem. Ściany nad torami obłożono niebieskimi i czerwonymi szybami w aluminiowych ramach. Podłogi wyłożono labradorem i granitem w różowym odcieniu.